# Calcarea
Calcarea (do latim calcis, calcário) é uma classe de esponjas que se distingue dos outros poríferos pelos seus indivíduos serem constituídos por espículas calcárias de calcite (carbonato de cálcio). O grupo já foi designado como Calcispongiae ou esponjas calcáreas. As espículas têm aproximadamente o mesmo tamanho e podem ser monoaxônicas (um eixo apenas) ou possuir três ou quatro pontas; o edifício tridimensional assim construído representa o esqueleto do animal, que não possui fibras de espongina. Possuem representantes dos três graus de estrutura de esponjas: asconoide, siconoide e leuconoide. A maioria das esponjas calcáreas tem menos de 10 cm de  comprimento, não sendo tão grandes quanto as esponjas das outras classes. Existem esponjas calcáreas por todos os oceanos do mundo, a maioria restrita a águas costeiras relativamente rasas. Há cerca de 150 espécies de esponjas calcárias.

## Classificação
As esponjas calcárias viventes são classificadas com base no desenvolvimento larval, padrão de canais e estruturas esqueléticas, enquanto que as fósseis fundamentalmente nas estruturas esqueléticas.
- Classe Calcarea Bowerbank, 1864 
  - Subclasse Calcinea Bidder, 1898
    - Ordem Clathrinida Hartman, 1958 (inclui Leucettida)
    - Ordem Murrayonida Vacelet, 1981

  - Subclasse Calcaronea Bidder, 1898
    - Ordem Baerida Borojevic, Boury-Esnault e Vacelet, 2000
    - Ordem Leucosolenida Hartman, 1958 (inclui Sycettida)
    - Ordem Lithonida Vacelet, 1981